# Конфедерация свободных профсоюзов Украины
Конфедерация свободных профсоюзов Украины (КВПУ) (укр. Конфедерація вільних профспілок України) — национальный профсоюзный центр на Украине, объединяющий независимые профсоюзы. Крупнейшая профсоюзная конфедерация страны после Федерации профсоюзов Украины. Входит в Международную конфедерацию профсоюзов.
КВПУ строится на конфедеративной основе и действует на принципах солидарности членских организаций, единства в достижении целей, гласности и коллегиальности в работе своих руководящих органов, а также ответственности членской организации за выполнение принятых решений. Из составляющих КВПУ самым многочисленным является Независимый профсоюз горняков Украины (НПГУ).
Американская федерация профсоюзов называет КСПУ АФТ-КПП как "независимый и честный".

## История создания
Конфедерация свободных профсоюзов Украины ведет свою историю с конца 1980-х годов, когда серия шахтёрских выступлений по Украине и всему СССР ознаменовала восстановление независимого профсоюзного движения.
Создание независимых профсоюзов было и является естественной реакцией наемных работников на невозможность получить реальную защиту своих трудовых и социально-экономических прав и интересов со стороны старых, огосударствленных профсоюзов.
Первые независимые профсоюзы на Украине возникли на фоне острых трудовых конфликтов прежде всего в добывающих и транспортных отраслях, где труд рабочих наиболее опасный и ответственный. Именно в этих областях уже с 1988 года начались локальные забастовки, а вскоре — массовые.
Независимые профсоюзы начали осуществляться как рабочие объединения высшего организационного уровня по сравнению с забастовочными комитетами. Это соответствовало переходу от стихийных рабочих беспорядков к постоянной, систематической и разнообразной по формам борьбы наемных работников за свои права и интересы (забастовки и другие акции протеста, коллективные переговоры и заключение коллективных договоров и соглашений, судебные иски, поиск политических партнеров, участие в избирательных кампаниях, обращение в международные институты и т. д.).
Одной из действенных форм такой борьбы стала взаимная солидарная поддержка независимых профсоюзов работников различных отраслей. В первые годы украинской независимости шел интенсивный поиск оптимальных способов консолидации независимого профсоюзного движения на Украине.
В июне 1997 года было создано Объединение свободных профсоюзов Украины. 23 декабря 1998 состоялся внеочередной съезд, на котором Объединение свободных профсоюзов Украины было реорганизовано в Конфедерацию свободных профсоюзов Украины (КВПУ).

## Руководство
- Волынец, Михаил Яковлевич — председатель Конфедерации Свободных профсоюзов Украины